# وو نوین جیاپ
وو نوین جیاپ (۲۵ اوت ۱۹۱۱ – ۴ اکتبر ۲۰۱۳) ژنرال ویتنامی که وزیر دفاع ویتنام بود. وو نوین جیاپ در ۴ اکتبر ۲۰۱۳ در سن ۱۰۲ سالگی درگذشت.
ژنرال جیاپ در نبرد دین‌بین‌فو در برابر فرانسویان و در حمله عید تت علیه آمریکاییان فرمانده نیروهای ویتنامی بود.
نام او را و نْویـِن نیز می‌نویسند ولی تلفظ نویـِن با «نون» خیشومی به تلفظ اصلی نزدیک‌تر است.
او روزنامه‌نگار، وزیر امور خارجه در دولت ویچت مین، رئیس‌جمهور هو شی مین فرمانده ارتش خلق ویتنام (PAVN) و وزیر دفاع بود. او به عنوان عضو پلیتبرو از حزب کارگران ویتنام خدمت کرده‌است، که در سال ۱۹۷۶ به حزب کمونیست ویتنام تبدیل شد.